# Gemerské Dechtáre
Gemerské Dechtáre (in ungherese: Détér, in tedesco: Dechtur in der Gömmer) è un comune della Slovacchia facente parte del distretto di Rimavská Sobota, nella regione di Banská Bystrica.
Il villaggio è citato per la prima volta nel 1246 con il nome di terra populorum Deltar, come possedimento dei conti Ratold. Venne devastato più volte dai Turchi tra il 1500 e il 1600, mentre ricorrenti epidemie di colera imperversarono nella località tra il 1709-1710. Dal 1938 al 1944 venne annesso all'Ungheria.